# Балтареци (Бузау)
Балтареци (рум. Băltăreți) насеље је у Румунији у округу Бузау у општини Улмени. Oпштина се налази на надморској висини од 96 m.

## Становништво
Према подацима из 2002. године у насељу је живело 572 становника, од којих су сви румунске националности.